# Уникредит
„Уникредит“ (на италиански: UniCredit) е италианска банка със седалище в Милано. Към 2018 година тя има около 96 хиляди служители, активи за 811 милиарда евро и печалба 4,7 милиарда евро.
Създадена е през 1998 година със сливането на „Уникредито“, „Кредито Италиано“ и няколко по-малки банки, като през следващите години продължава експанзията си, купувайки други европейски банки, сред които групата на австрийската „Хипоферайнсбанк“. От 2000 година е собственик и на българската „Уникредит Булбанк“.